# Думи
Думи — язык, на котором говорят в окрестностях рек Тап и Рава и месте их слияния в районе Кхотанг (Восточный регион) Непала. Относится к сино-тибетской семье, тибето-бирманской подсемье, ветви киранти (= восточногималайской ветви).
Язык думи имеет несколько диалектов:
- диалект района слияния рек;
- диалект Сасарки и Кхарми, к югу от реки Тап;
- диалект населения горного хребта Баксила между реками Тап и Рава, исключая часть южного склона сразу вверх по течению от места слияния рек, и исключая область, окружающую главный водосбор реки Равы;
- диалект Макпы к северо-западу от Равы около района слияния рек.

## Социолингвистическая информация
Думи — язык этнической группы раи, для которой характерно многоязычие. Представители раи говорят на таких языках киранти, как думи, сангпанг, чамлинг, бантава, кулунг, якха, пума и т. д.
Думи включен в атлас языков, находящихся под угрозой исчезновения (Организация Объединённых Наций по вопросам образования, науки и культуры), практически полностью вытеснен непальским языком. Уже на момент издания грамматики думи (George van Driem, 1993) двадцати — тридцатилетние представители раи не являлись носителями данного языка, сорока — пятидесятилетние говорили на языке, используя усеченную фонологию, шестидесяти — семидесятилетние — хорошо владели языком и использовали его для общения.
Письменность на основе деванагари:
| अ    | आ     | इ    | उ     | उ़   | ए   | ओ   |
| /ʌ/  | /ɑ/   | /ɪ/  | /ʊ/   | /ɨ/ | /e/ | /o/ |
| क    | ख     | ग    | घ     | ङ   |     |     |
| /k/  | /kʰ/  | /g/  | /gʱ/  | /ŋ/ |     |     |
| च    | छ     | ज    | झ     |     |     |     |
| /t͡ʃ/ | /t͡ʃʰ/ | /d͡ʒ/ | /d͡ʒʰ/ |     |     |     |
| ट    | ठ     | ड    | ढ     |     |     |     |
| /ʈ/  | /ʈʰ/  | /ɖ/  | /ɖʰ/  |     |     |     |
| त    | थ     | द    | ध     | न   |     |     |
| /t/  | /tʰ/  | /d/  | /dʰ/  | /n/ |     |     |
| प    | फ     | ब    | भ     | म   |     |     |
| /p/  | /pʰ/  | /b/  | /bʰ/  | /m/ |     |     |
| य    | र     | ल    | व     |     |     |     |
| /j/  | /ɾ/   | /l/  | /ʋ/   |     |     |     |
| स    | ह     | ॽ    |       |     |     |     |
| /s/  | /h/   | /ʔ/  |       |     |     |     |

## Характер границы между морфемами

### Агглютинация
```
mi:n-mɨl-kəy
```

```
человек-p-Com
```

```
С людьми.
```

## Тип ролевой кодировки в предикации

### Эргативный тип

#### 1. Агенс при переходном глаголе — эргатив
```
Khi:bi-ʔa      aŋ     a-ka:ts-ə
```

```
Собака-ERG     я     MS-кусать-1s
```

```
Собака укусила меня.
```

#### 2. Пациенс при переходном глаголе ― абсолютив (абсолютив имеет нулевой показатель).
```
Ɨm-a        iŋki     khələ   ŋə      ham-ho:-t-a
```

```
он- ERG    мы(pi)    все    EMPH    MS-будить-1p-i
```

```
Он нас всех разбудил.
```

#### 3. Агенс при непереходном глаголе ― абсолютив.
```
Hammɨl     khələ      ŋə         ham-ho:-t-a
```

```
Они         все     EMPH     3pS-приходить-NPT-23S
```

```
Они все придут.
```

#### 4. Пациенс при непереходном глаголе — абсолютив
```
Kaʔo:-bi     kaŋkɨ      haŋ-a
```

```
река-LOC     вода     высохнуть-23S
```

```
Вода в реке высохла.
```

## Тип маркирования в именной группе

### Зависимостное
```
Abo-po      ki:m-bi        a-mo:
```

```
кто-GEN     дом-LOC     MS- остановиться
```

```
В чьем доме ты остановился?
```

В языке также есть посессивные префиксы, которые могут сочетаться с показателями генитива:
<o:->, <a->, <ɨ>;
А также посессивность выражается с помощью присоединения к соответствующему существительному местоимения двойственного или множественного числа.
intsi-, antsɨ-, iŋki-, aŋkɨ-, antsi-, ani-, ɨmnɨ-.
1. Aŋa o:-ram siru. — I took a bath.
2. Intsiʔa intsi-ram siri. — We(di) took a bath.
3. Antsɨʔa antsɨ-ram sirɨ. — We(de) took a bath.
4. Iŋkiʔa iŋki-ram sirki. — We(pi) took a bath.
5. Aŋkɨʔa aŋkɨ-ram sirka. — We(pe) took a bath.
6. Ana a-ram asirɨ. — You(s) took a bath.
7. Antsiʔa antsi-ram asiri. — You(d) took a bath.
8. Aniʔa ani-ram asirini. — You(p) took a bath.
9. Ɨma ɨ-ram sirɨ. — He took a bath.
10. Ɨmnɨʔa ɨmnɨ-ram sirsi. — They(d) took a bath.
11. Hammɨlʔa ham-ram sirini. — They(p) took a bath.

## Тип маркирования в предикации

### Двойное
```
Mom    gorum-ʔa     ɨm       lukt-ɨ
```

```
Тот     бык-ERG     он     забодать- 3sP/PT
```

## Базовый порядок слов

### SOV
```
Ɨm-kəy     antsɨ         dɨm-ɨ
```

```
он-COM     мы(de)     встретиться-e
```

```
Мы встретились с ним.
```

## Фонетика и фонология

### Гласные
В думи различается 5 долгих (/i:, u:, e:, o:, a:/), 8 кратких фонем (/i, ɨ, u, e, o, œ, ə, a/) и 5 дифтонгов (/e: y, əy, oy, o:ə, ai/).

### Согласные
27 согласных, среди которых ретрофлексные, аппроксиманты, гортанная смычка.
Согласные противопоставлены по глухости/звонкости, аспирации.

## Особенности
1. Переходный глагол согласуется и с агенсом, и с пациенсом.
2. Эргативный и инструментальный падежи синкретичны.
```
Lu-ʔa             thok-nɨ
```

```
камень-INST     строить-INF
```

```
Строить из камня.
```

3. Различаются единственное, двойственное и множественное числа.
4. В первом лице единственного и множественного числа различаются инклюзивные и эксклюзивные формы местоимений.
4. Чередование глагольных основ.
Могут чередоваться только гласные, только согласные или и то, и другое.
oŋ-nɨ — входить
uŋ-tə — я вхожу
oŋ-kita — мы(pe) входим
uŋ-a — он вошел
kop-nɨ — крыть соломой
kuph-ɨ — мы(de) покрыли это соломой
kopt-u — я покрыл это соломой